# 大統領の理髪師
『大統領の理髪師』（だいとうりょうのりはつし、原題：효자동 이발사）は、2004年公開の韓国映画。

## 概要
韓国の政治の激変期であり、暗い空気が漂っていた時代を扱っているが、コミカルに仕上げられ、また家族愛が感動的に描かれており重々しさを感じさせない。とはいっても当時の韓国の世相を十分に表現しており、現代とは違う、韓国の独特の雰囲気を味うことができる作品の一つである。
朴正煕をモデルとした大統領が主に登場する。終わり間際に禿頭の新大統領が登場するが、そちらは全斗煥をモデルにしている。
日本での放映は、2008年6月にNHK BS hiで行われた。ただし、大統領が日本の軍人として満洲に駐留したことを回想し、日本語で軍歌を歌うシーンはカットしての放映であった。

## あらすじ
1959年、韓国で理髪店を営むソン・ハンモは、店の従業員のミンジャに手をつけた。妊娠し、結婚を余儀なくされるミンジャ。ハンモの住むヒョジャ町(孝子洞)には大統領官邸があり、町の人々は政治に熱心だった。ただし彼らの知識はおぼつかなく、口の達者な者に扇動されたハンモ達は、翌1960年の選挙で大量の敵対票を違法に破棄して李承晩を当選させた。この不正に怒った学生たちは４月17日に大規模なストを決行し、李承晩は失脚した。この日にミンジャは出産し、生まれた男の子はナガンと名付けられた。単純に「有名な革命」の日に生まれたと自慢するハンモ。
ナガンが10才になった頃に、ハンモの理髪店に政府の関係者が現れた。彼は、スパイが今晩、店の近所に現れると話し、気づいたら警察に通報しろとハンモに命じて立ち去った。男の言葉通りのスパイを見かけて、警官と共に捕えるハンモ。
逮捕された男は実は政府の情報部員だった。中央情報部長に恥をかかせるために、情報部とライバル関係にある官邸の警護室長が仕組んだ嫌がらせだったのだ。ともあれ、ハンモは国の為に通報した立派な市民として大統領と面会し、表彰状を賜った。
官邸で大統領の散髪を担当することになるハンモ。側近は大統領の顔を「竜顔」と呼び、決して傷つけるなと命じた。ハンモが大統領の訪米に専属理髪師として同行したために、店は大繁盛した。
数年後、北朝鮮の工作員が韓国に潜入した。工作員は重度の下痢を患っており、韓国内で下痢の者は「工作員と接触した証拠」として逮捕される事態となった。まだ子供のナガンも下痢のために逮捕され、拷問された。釈放はされたが足が萎え、立てなくなるナガン。
ナガンを背負い、国中の漢方医を訪ね歩くハンモ。人里離れた山奥で出会った仙人のような医者は、「竜の目を削り、菊の茶に入れて飲ませろ」と不思議なお告げをした。
1979年、ナガンが青年になった頃に、情報局部長が大統領と警護室長を射殺する事件が起きた。大統領の国葬の前夜に巨大な遺影に忍び寄り、目を削ってナガンに飲ませるハンモ。官邸はハンモに次の大統領の散髪も命じたが、ハンモは無礼な言動をし、殴られて帰された。息子のナガンはやがて回復し、自転車にも乗れるようになった。

## キャスト
| 役名             | 俳優           | 日本語吹替 |
| ---------------- | -------------- | ---------- |
| ソン・ハンモ     | ソン・ガンホ   | 山路和弘   |
| ソン・ナガン     | イ・ジェウン   | 亀井芳子   |
| キム・ミンジャ   | ムン・ソリ     | 田野恵     |
| 大統領           | チョ・ヨンジン | 世古陽丸   |
| チャン・ヒョクス | ソン・ビョンホ | 根本泰彦   |
| チンギ           | リュ・スンス   | 加瀬康之   |

- その他声の出演：浦山迅、吉見一豊、佐藤晴男、多田野曜平、重松朋、原田晃、伊丸岡篤、保村真、白熊寛嗣、船木真人、伊藤亜矢子、細野雅世、泉久実子
- 日本語版制作スタッフ：演出：岩見純一、翻訳：根本理恵、制作：ACクリエイト株式会社